# Donald Triplett
Donald "Don" Gray Triplett (8 tháng 9 năm 1933 - 15 tháng 6 năm 2023) là một nhân viên ngân hàng người Mỹ được biết đến là người đầu tiên được chẩn đoán mắc chứng tự kỷ. Ông được Leo Kanner lần đầu tiên chẩn đoán vào năm 1943 và được ghi nhãn "Ca số 1". Triplett được chú ý nhờ khả năng thông thái của mình, đặc biệt là khả năng gọi tên các nốt nhạc chơi trên đàn piano và khả năng thực hiện phép tính nhẩm nhanh chóng.

## Xuất thân
Donald Triplett sinh ngày 8 tháng 9 năm 1933, với cha và mẹ là Beamon và Mary Triplett, ở Forest, Mississippi. Ban đầu, Donald là một đứa trẻ cực kỳ hướng nội và không phản ứng lại cử chỉ hay giọng nói của cha mẹ. Ngôn ngữ của cậu ấy không bình thường, cậu ấy không chơi với những đứa trẻ khác và có vẻ xa cách với những người khác. Triplett được đưa vào viện điều trị khi mới ba tuổi, nhưng cha mẹ anh đã kéo cậu ra ngoài một năm sau đó. Cha của cậu, Beamon, mô tả đứa trẻ là người sống thu mình với xã hội nhưng quan tâm đến các con số, nốt nhạc, các chữ cái trong bảng chữ cái và hình ảnh của các tổng thống Hoa Kỳ. Người cha nhớ lại khi cậu mới một tuổi, "đứa trẻ có thể ngâm và hát chính xác nhiều giai điệu". Cha mẹ cậu gặp khó khăn lớn trong việc cho cậu ăn, và với cậu việc nhìn những đứa trẻ khác ăn kẹo hoặc kem dường như không có gì hấp dẫn. Khi lên hai tuổi, cậu đã có khả năng đọc thuộc lòng Thánh Vịnh 23 trong Cựu Ước và ghi nhớ 25 câu hỏi và câu trả lời từ giáo lý Trưởng Lão. Vào lễ Giáng sinh năm đó, cậu đã hát với cao độ tuyệt đối cả một bài hát mà chỉ nghe một lần.
Triplett cũng quan tâm đến việc tạo ra các hợp âm. Cậu rất có hứng thú với vần điệu và việc trả lời các câu hỏi chỉ bằng một từ, thường là "có" hoặc "không". Ở tuổi này, cậu bé phát triển niềm yêu thích rất mãnh liệt với các khối quay, chảo và các đồ vật hình tròn khác và không thích xe đạp ba bánh hay xích đu. Ban đầu cậu ấy không hứng thú với cầu trượt nhưng dần chơi khi ở một mình. Cậu đã từng trải qua nhiều cơn phát hoảng quá tải và sợ bị đánh đòn. Tuy nhiên, cậu không thể tìm thấy liên kết giữa cơn phát hoảng của mình với những hình phạt. Cậu có biểu hiện của chứng echolalia (lặp lại lời nói của người khác) và gặp khó khăn trong việc ghi nhớ các đại từ, thường sử dụng bạn (you) để chỉ bản thân và tôi (I) để chỉ người mà cậu đang nói chuyện cùng. Khi bước vào một căn phòng, cậu bé sẽ đi ngay đến đống đồ chơi, phớt lờ tất cả những người trong phòng, kể cả những đứa trẻ khác và diễn viên ông già Noel mà cha cậu đã thuê. Mẹ cậu gặp khó khăn trong việc thuyết phục cậu nhìn bà.
Tháng 10 năm 1938, gia đình Triplett đến gặp Leo Kanner, cuối cùng cậu bé được chẩn đoán là mắc chứng tự kỷ. Donald đã ghé đến nhiều lần, nhưng mỗi lần quay lại, cậu thậm chí còn không nhìn ba bác sĩ có mặt ở đó, mặc dù có hai người vẫn nhớ đến cậu từ lần thăm khám trước. Thay vào đó cậu đi đến bàn làm việc để nhận giấy tờ và sổ sách. Kanner bắt đầu trò chuyện để quan sát "bản chất ám ảnh" của cậu. Ông ta cũng hỏi cậu những câu hỏi về phép tính trừ và Donald trả lời một cách kỳ lạ rằng "Tôi sẽ vẽ một hình lục giác."
Khi trở về nhà, hành vi của cậu dường như có cải thiện và cậu đã học chơi những giai điệu đơn giản trên đàn piano. Cậu tỏ ra tập trung tốt hơn và phản ứng rõ ràng hơn với môi trường xung quanh cũng như với người khác. Tuy nhiên, cậu bé vẫn mắc có những cơn phát hoảng tự kỷ (lúc đó được gọi là "cơn ăn vạ nổi xung" khi có rất ít hiểu biết về rối loạn ở phổ tự kỷ) và thể hiện một số hành vi khó hiểu như đứng trên bàn, để thức ăn lên tóc, nhai giấy và nhét chìa khóa nhà xuống lỗ thoát nước. Cậu còn học mười lăm từ từ một bộ bách khoa toàn thư và lặp đi lặp lại chúng mà không cần ngữ cảnh. Cậu vẫn không nhìn mọi người khi nói chuyện hay sử dụng cử chỉ biểu cảm. Cậu chỉ giao tiếp khi cậu cần thứ gì đó. Sự hứng thú của cậu biến mất khi cậu ấy được cho hoặc được nói những gì cậu ấy cần. Cậu bắt đầu quan tâm đến việc phân loại phim và tạp chí Time theo ngày xuất bản mặc dù không mấy quan tâm đến nội dung bên trong.

## Học vấn và trưởng thành
Việc chẩn đoán Triplett đã mở ra lịch sử phức tạp cho chứng tự kỷ, kéo theo nhiều mâu thuẫn giữa các chuyên gia và những người ủng hộ chứng tự kỷ.
Dẫu vậy, Triplett và gia đình ông lại tránh xa với tất cả những điều này. Ông nhập học trường trung học địa phương, nơi các giáo viên và bạn học ở đó đều có thái độ chấp nhận. Năm 1958, ông tốt nghiệp cử nhân tiếng Pháp tại Millsaps College. Sau đó, ông trở về quê nhà đầy ủng hộ của mình, nơi ông đã làm việc 65 năm tại một ngân hàng địa phương do cha ông sở hữu một phần.
Sở thích của ông bao gồm chơi golf hàng ngày. Ông đã học cách lái xe vào cuối những năm 20 tuổi và đi du lịch vòng quanh thế giới khi rảnh rỗi.
Ông chưa bao giờ kết hôn, không có con và sống một mình trong ngôi nhà rộng lớn mà ông từng lớn lên và được thừa hưởng.
Cha của ông, Beaman Triplett, là một luật sư tốt nghiệp Yale, qua đời trong một vụ tai nạn ô tô năm 1980. Người em duy nhất của Don Triplett, luật sư Oliver Triplett, qua đời năm 2020 ở tuổi 81. Oliver là người hỗ trợ cho sự tương tác giữa Don và các nhà báo đến thăm. Oliver là động lực tích cực mạnh mẽ trong cuộc đời Don.

## Di sản
John Donvan và Caren Zucker đã có buổi phỏng vấn với Triplett, ghi lại câu chuyện cuộc đời ông trong bài viết Đứa con đầu lòng của chứng tự kỷ trên tờ The Atlantic. Sau đó, ông được giới thiệu trong cuốn sách In a Different Key, cuốn sách sau này được cải biên thành phim tài liệu cho PBS. Người nhà của ông nói rằng cuộc sống của ông "mang lại hy vọng cho những người làm cha mẹ".

## Qua đời
Triplett qua đời tại nhà vào ngày 15 tháng 6 năm 2023, ở tuổi 89. Người cháu trai của ông, Oliver Beaman Triplett, chia sẻ rằng nguyên nhân do ông mắc bệnh ung thư. Ông ra đi trong sự thương mến của bạn bè và hàng xóm, những cư dân của thành phố Forest.